# 小泉八雲
小泉八雲（日语：／ Koizumi Yakumo，1850年6月27日—1904年9月26日）是希臘及愛爾蘭混血裔日本小說家，原名帕特里克·拉夫卡迪奥·赫恩（Patrick Lafcadio Hearn，Πατρίκιος Λευκάδιος Χερν），1896年归化日本，改名为小泉八雲。

## 生平
赫恩於1850年6月27日生於希臘伊奧尼亞群島的萊夫卡斯島，其中间名源自岛名。他父親Charles Bush Hearn是愛爾蘭裔軍醫，于英國佔領伊奧尼亞群島時，留駐在那邊，和島上的希臘女子Rosa Antoniou Kassimati結婚。赫恩的祖先據說是中世紀的吉卜賽人。赫恩稍長便被父親帶到了愛爾蘭，進杜爾漢的烏瀉天主教會學校裏讀書。在他約7歲時，母親因為種族不同而被歧視，他就這樣被母親丟在愛爾蘭。後來父親也因為戰爭而死亡。在十九歲，因為生活困苦，旅行到英國。
1890年赫恩前往日本，與島根縣松江中學的英語教師小泉節子結婚，後來歸化日本，在東京大學擔任英國文學教授，旅居日本多年，深愛著當地充滿魅力的文化和風土人情，從妻子的口中聽到許多日本民間故事，便著手以英文寫成短篇故事，集結成《怪談》一書。後來由平井呈一譯成日文，使他成為現代日本怪談文學的鼻祖。小林正樹曾將故事裏的內容如「無耳芳一」、「雪女」拍成電影，繼續發揮怪談文學的影響力，導演黑澤明親自承認電影《夢》的靈感源自小泉八雲。
小泉八雲精通英、法、希臘、西班牙、拉丁、希伯來等多種語言，學識淵博。其後半生致力推進東西文化交流，譯作和介紹性文字很多，在促進不同文明的相互瞭解上貢獻非凡。1904年，小泉八雲因冠狀動脈疾病死去。他的《日本與日本人》是研究日本人的重要著作。

## 年谱
- 1850年 - 生于希腊伊奧尼亞群島萊夫卡斯島。
- 1852年 - 移居爱尔兰都柏林。
- 1854年 - 疾患精神病的母亲回到希腊基西拉島。
- 1856年 - 父母離婚，后其父再婚。

## 作品

### 赴日前
- 《奇書拾零》/《飛花落葉集》/《奇異文學落葉》（『飛花落葉集』、Stray Leaves from Strange Literature），1884年
- 、Gombo Zhèbes: Little Dictionary of Creole Proverbs，1885年
- 、La Cuisine Creole: A Collection of Culinary Recipes，1885年
- 《中國靈怪故事》（『中国怪談集』、Some Chinese Ghosts），1887年
- 《基塔》（『チータ』、Chita: A Memory of Last Island），1889年
- 《憂瑪》（『ユーマ』、Youma: The Story of a West-Indian Slave），1890年
- 《法屬西印度的兩年》（『仏領西インドの二年間』、Two Years in the French West Indies），1890年

### 赴日後
- 《日本瞥見記》/《不為人知的日本面容》（『知られざる日本の面影』、Glimpses of Unfamiliar Japan），1894年
- 《來自東方》（『東の国より』、Out of the East），1895年
- 《內觀日本》/《心》（『心』、Kokoro），1896年
- 《佛田的落穗》（『仏陀の国の落穂』、Gleanings in Buddha-Fields），1897年
- 《異國風物及回想》（『異国風物と回想』、Exotics and Retrospectives），1898年
- 《幽冥日本》（『霊の日本にて』、In Ghostly Japan），1899年
- 《陰影》（『影』、Shadowings），1900年
- Japanese Lyrics，1900年
- 《日本雜記》（『日本雑録』、A Japanese Miscellany），1901年
- 《骨董》（『骨董』、Kotto），1902年
- 《怪談》（『怪談』、Kwaidan），1904年
- 《日本：一個解釋的嘗試》/《神國日本》（『日本―一つの解明』、Japan: An Attempt at Interpretation），1904年
- 《天之川綺譚》（『天の河綺譚その他』、The Romance of the Milky Way and other studies and stories），1905年
- Creole Sketches，查爾斯·伍德沃德·哈松編，1924年
- 《日本與日本人》（Japan and the Japanese），落合貞三郎編，1928年

### 刊物
小泉八雲為長谷川武次郎的日本童話系列創作了五則故事。
- 《畫貓的男孩》（『猫を描いた少年』、The boy who drew cats），1898年
- 《蜘蛛精》（『化け蜘蛛』、The goblin spider），1899年
- 《丟失飯糰的老奶奶》（『団子をなくしたお婆さん』、The old woman who lost her dumpling），1902年
- 《穿武士服的小人》（『ちんちん小袴』、Chin Chin Kobakama），1903年
- 《返老還童之泉》（『若返りの泉』、The Fountain of Youth），1922年